# Joaquín Pereyra (calciatore 1994)
Joaquín Alejandro Pereyra Cantero, noto semplicemente come Joaquín Pereyra (Montevideo, 10 luglio 1994), è un calciatore uruguaiano, difensore del Correcaminos UAT.

## Caratteristiche tecniche
È un difensore centrale.

## Carriera
Cresciuto nel settore giovanile del Danubio, ha esordito in prima squadra il 15 febbraio 2015 disputando l'incontro di Primera División Profesional vinto 1-0 contro il Racing Montevideo.